# Ischigualasto

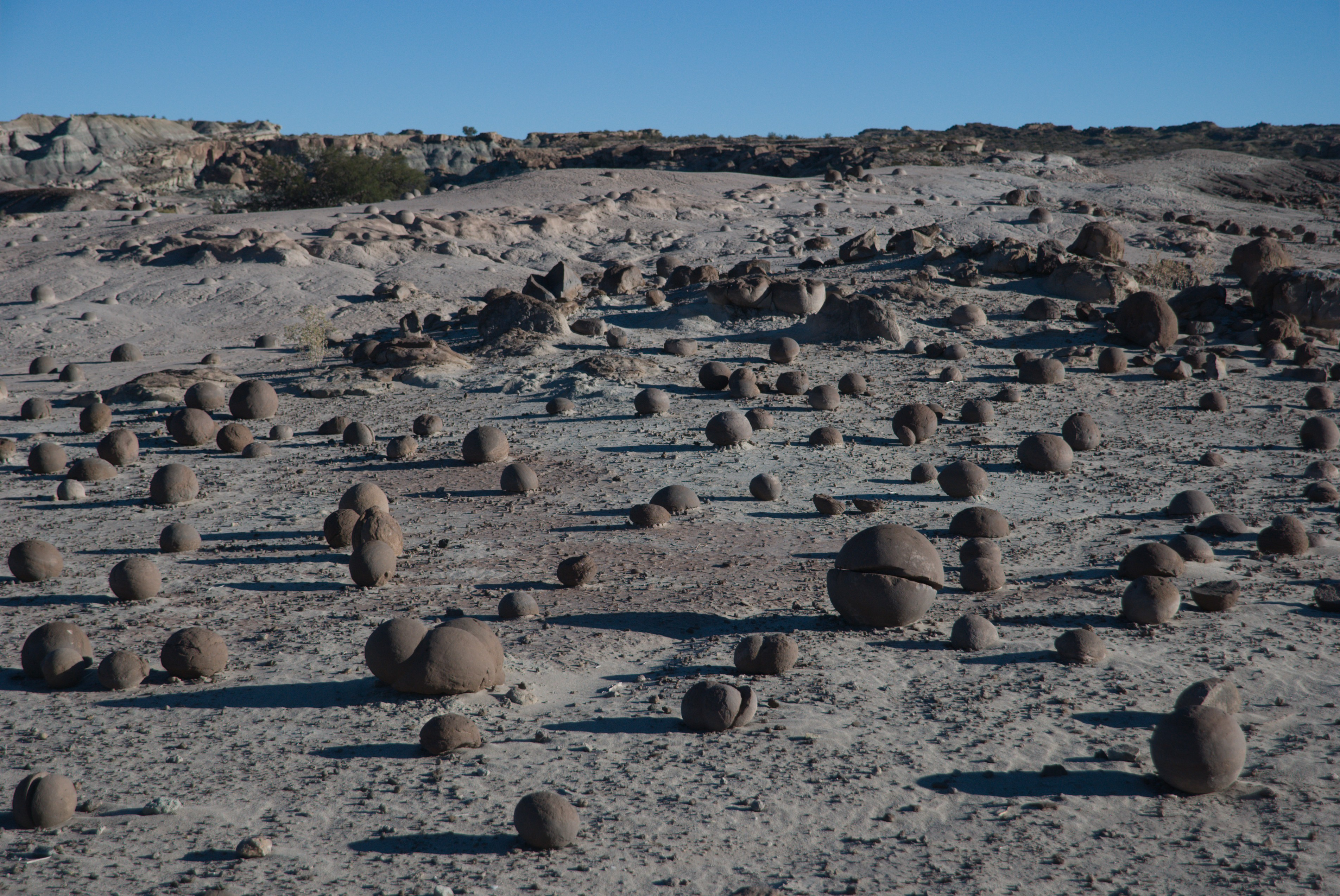
Geoforme chiamate la Cancha de bochas (Campo di bocce).

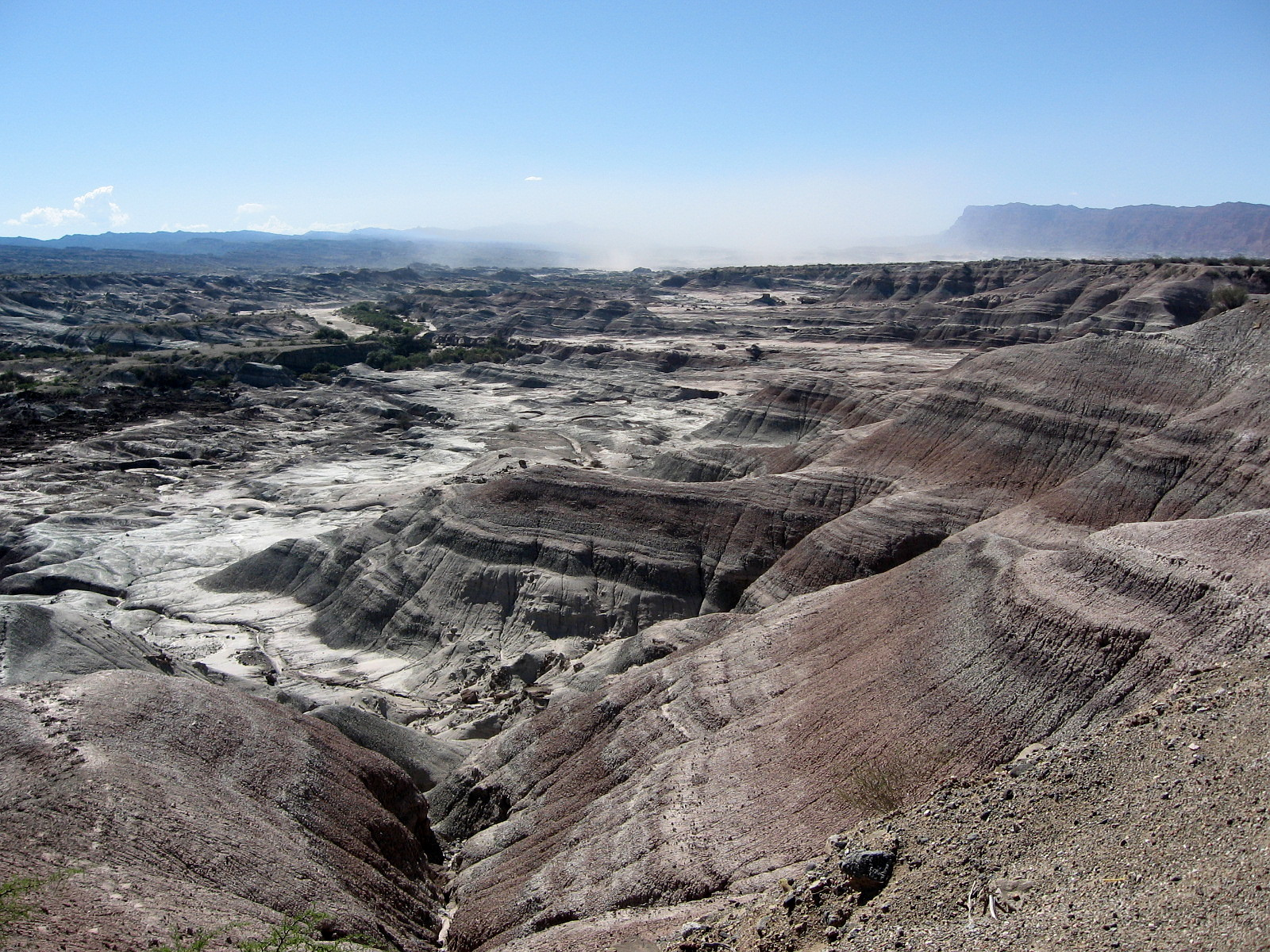
Valle Pintado / Valle Dipinta, nell Parco provinciale Ischigualasto.

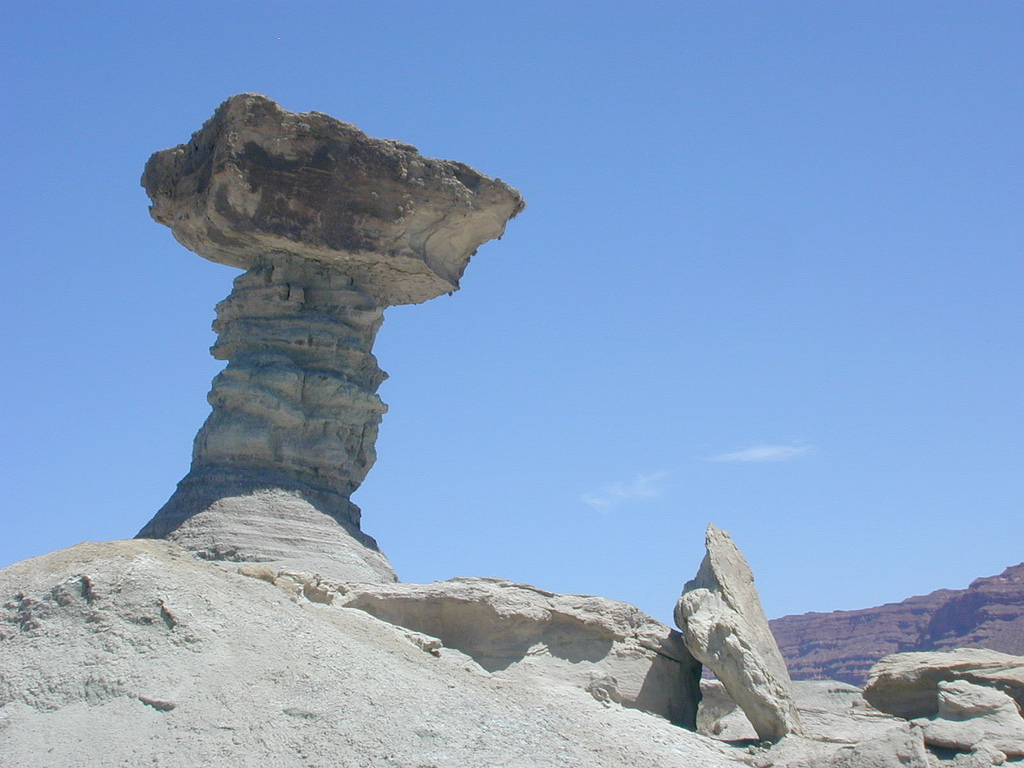
El hongo / geoforma chiamata Il Fungo.

Ischigualasto è una formazione geologica, cui è associato un omonimo parco naturale, che si trova nella provincia di San Juan, nella parte nord-occidentale dell'Argentina, vicina al confine con il Cile. Il Parco Provinciale Ischigualasto si trova nel nord-est della provincia e al di là del suo confine settentrionale si trova il Parco nazionale Talampaya, nella provincia di La Rioja (Argentina),: entrambi appartengono alla stessa formazione geologica, ed entrambi sono stati inseriti nell'elenco dei Patrimoni dell'umanità dell'UNESCO.
Il Parco Provinciale Ischigualasto si estende su di un'area di 603.7 km² ad un'altitudine di circa 1.300 metri sul livello del mare. Nel Parco si trova una vegetazione tipica dei paesaggi desertici (arbusti, cactus e rari alberi) che copre il 10-20% dell'area. Il clima è molto secco, con piogge concentrate durante l'estate e temperature estreme (minime di -10 e massime di 45 gradi gradi). Qui nel pomeriggio spira un vento costante da sud con velocità tipiche comprese fra i 20 e i 40 chilometri l'ora, a volte accompagnato da un forte vento di föhn.

## Origine del nome
Ischigualasto è un nome di origine quechua che significa il luogo ove tramonta la luna. Alcuni propendono per un'origine proveniente da popolazioni diaghite, altri invece sostengono che Ischigualasto sia di provenienza Huarpe; pur tuttavia, l'ipotesi comunemente accettata è la prima.

## Importanza
La formazione geologica Ischigualasto contiene depositi del piano Carnico, appartenente al periodo geologico del Triassico (230 milioni di anni fa), con resti dei più antichi dinosauri conosciuti; questi fossili sono tra i più importanti del mondo per quanto riguarda numero, qualità ed importanza. Questo è l'unico posto nel mondo ove quasi tutto il Triassico è rappresentato in una sequenza indisturbata di depositi rocciosi. Questo è di grande aiuto per lo studio della transizione fra i dinosauri e gli antichi mammiferi.
Le terre aride che circondano la formazione Ischigualasto sono conosciute come Valle della Luna a causa del loro aspetto aspro, lunare appunto. Nel Carnico questa era una pianura alluvionale vulcanicamente attiva, dominata da fiumi e con forti piogge stagionali. Tronchi pietrificati di Protojuniperoxylon ischigualastianus di oltre 40 metri d'altezza testimoniano che in quell'epoca vi era una ricca vegetazione. Sono state inoltre trovate felci fossili.
I ritrovamenti più comuni del Parco sono rappresentati da fossili tetrapodi e da cinodonti. Benché i dinosauri rappresentino solo il 6% dei ritrovamenti, nel Parco sono stati trovati antichi esemplari di entrambi i grandi ordini di dinosauri, gli ornitischi e i saurischi. I fossili più numerosi di questi dinosauri sono rappresentati dagli  herrerasauri, arcosauri carnivori.
Agli inizi degli anni novanta a Ischigualasto è stato trovato un importante fossile di un dinosauro con caratteristiche primitive, chiamato Eoraptor lunensis.

## Storia

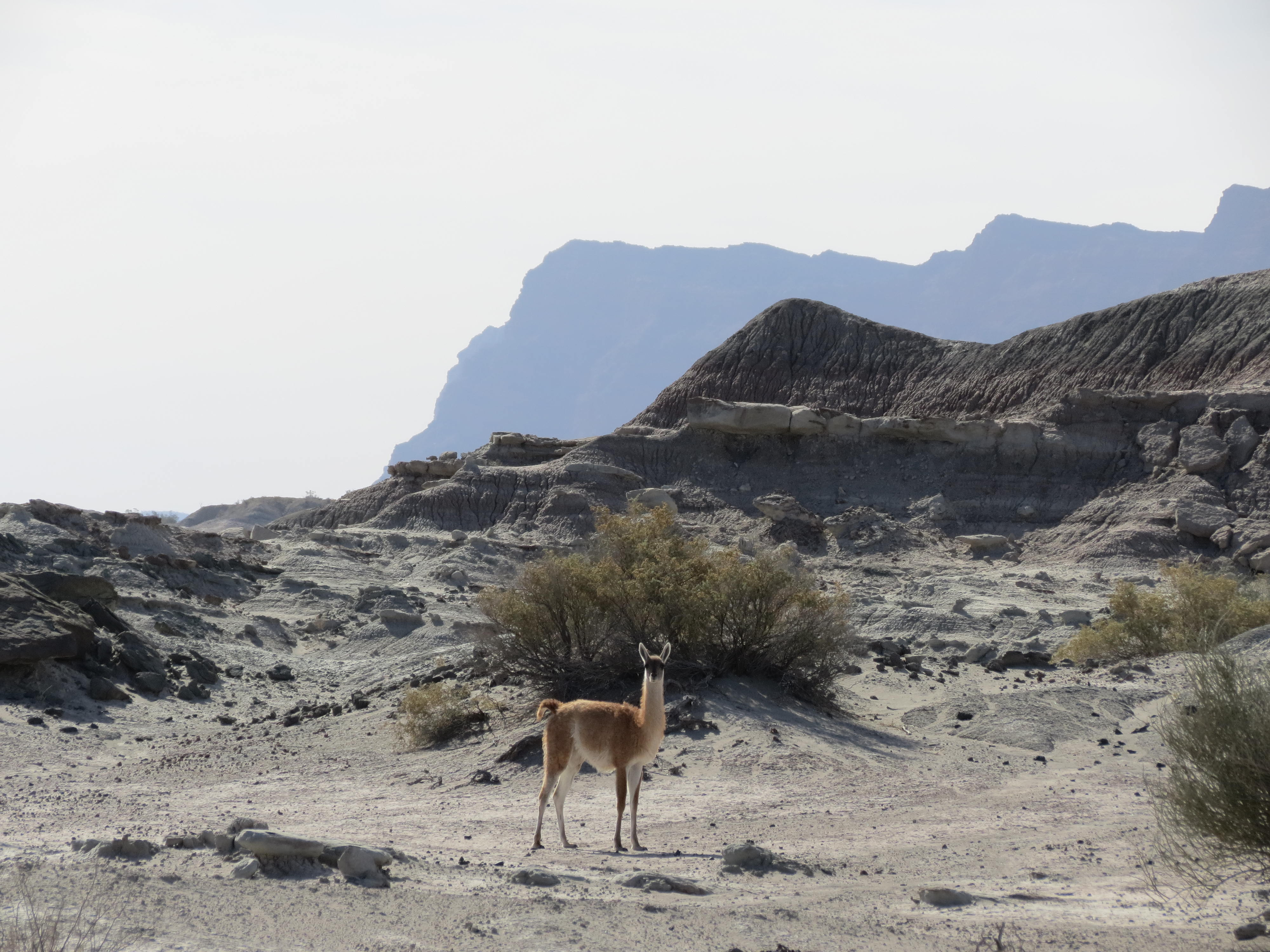
Guanaco in Ischigualasto.

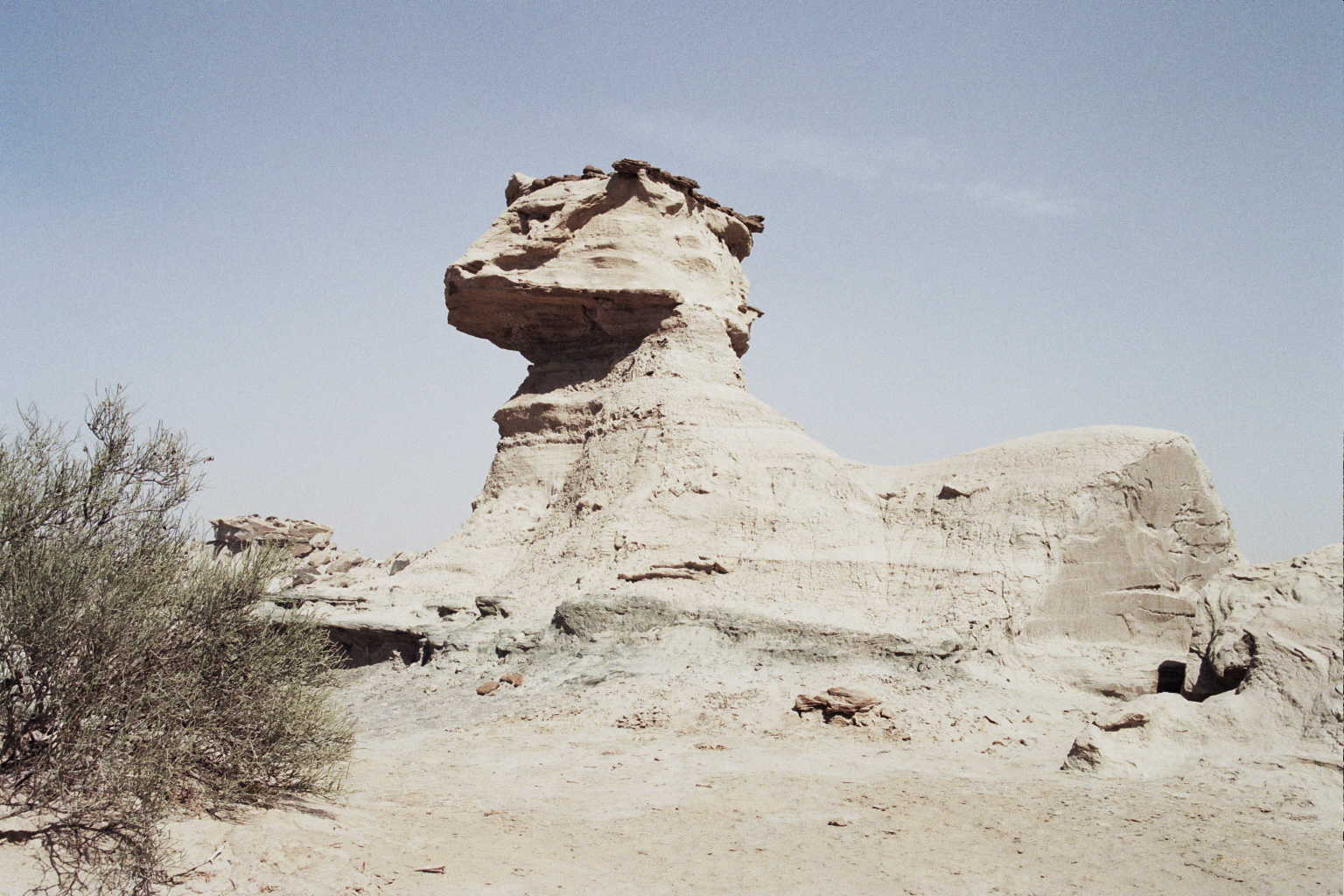
La Sfinge, geoforma intagliata per la sabbia ed il vento.

La prima descrizione paleontologica di Ischigualasto venne fatta nel 1930. Nel 1941 l'area venne studiata più approfonditamente, il che ha portato al ritrovamento di 70 specie di piante fossili. La regione ricevette per la prima volta il nome Valle de la Luna nel 1943, in una pubblicazione curata dall'Automobil Club Argentino.
Il primo cinodonte (un rettile che presenta alcune caratteristiche dei mammiferi) di Ischigualasto venne descritto nel 1946 dal dottor Cabrera dell'Università di La Plata, dopo che gli furono spediti alcuni campioni da parte di un geologo che stava facendo prospezioni carbonifere per conto della compagnia mineraria argentina.
I lavori accademici e le prospezioni geologiche procedettero lentamente fino al 1958, quando il dottor Alfred Sherwood Romer (un esperto in antichi mammiferi dell'Università di Harvard) scoprì, durante una spedizione, la ricchezza dei giacimenti di fossili. Nel suo diario egli scrisse:
È il piacere di ogni paleontologo alzarsi presto la mattina, lasciare la tenda e trovarsi immerso nel più straordinario cimitero di fossili che si possa immaginare.
Nel 1970 Ischigualasto venne affidato all'Università di San Juan; l'anno successivo venne dichiarato Parco Provinciale, mentre nel 2000 venne dichiarato Patrimonio dell'umanità da parte dell'UNESCO, insieme al Parco nazionale Talampaya.